# Боссе, Эдуард Теодор

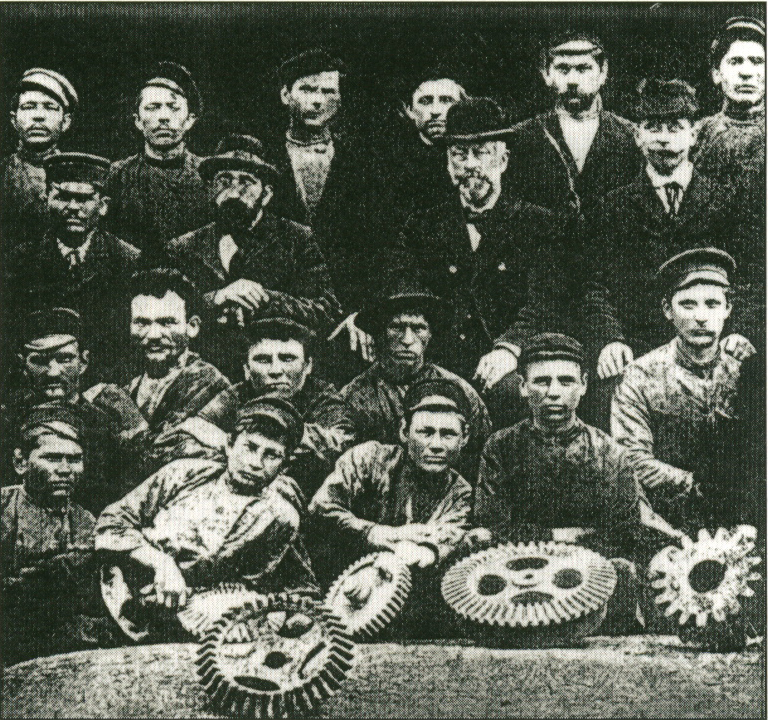
Эдуард Боссе и Рудольф Геннефельд (справа налево во втором ряду) с группой рабочих. Юзовка, 1896 год

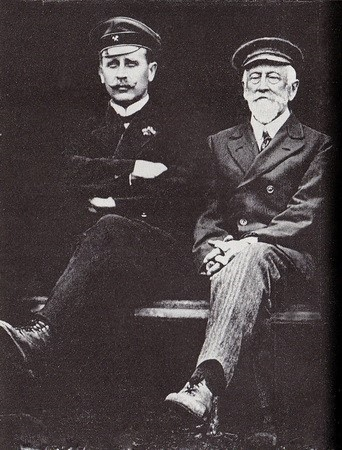
Роберт Вагнер и Эдуард Боссе

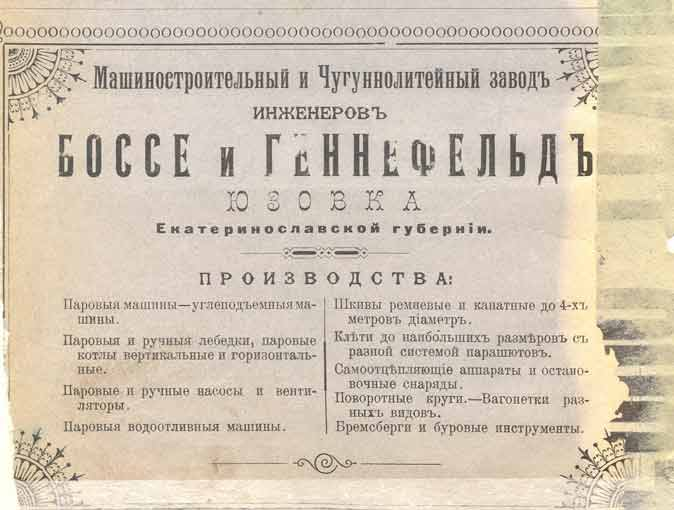
«Машиностроительный и чугунолитейный завод инженеров Боссе и Геннефельда» Юзовка. Рекламное объявление начала XX века

Эдуард Теодор Боссе (Эдуард Артурович Боссе; 19 октября 1854, близ Тамсалу, Российская империя — 27 июня 1927, Рига, Латвия) — русский инженер и предприниматель, один из основателей промышленности Донбасса и города Донецка. Вместе с Р. Г. Геннефельдом стоял у истоков машиностроительного и чугунолитейного завода в посёлке Юзовка (ныне АО «Донецкгормаш»). Дядя Веры Стравинской.

## Биография
Эдуард Теодор родился близ местечка Тамсаль в состоятельной лютеранской семье остзейских немцев. Отец Эдуарда, Артур Боссе был купцом первой гильдии, торговал мануфактурой. Считался рижским гражданином, но длительное время проживал в Санкт-Петербурге. Имел  двух сыновей Эдуарда Теодора и Артура Гаральда. В семье также было 5 дочерей: Ольга Доротея (умерла во младенчестве), Ольга Каролина, Мария Паулина, Лиза Каролина, Марго Евгения.
Эдуард Теодор в 1874—1878 годах учился в престижном Политехническом институте Цюриха (Швейцария). Получил диплом инженера 10 августа 1878 года.
В 1885 году работал в Обществе Франко-русских заводов в Санкт-Петербурге. В том же году руководством Общества направлен на работу на Юг России. Работал на строительстве железнодорожной ветки Екатеринодар — Новороссийск протяжённостью 254 версты, движение по которой было торжественно открыто 24 июня 1888 года. В то же время познакомился с предпринимателем немецкого происхождения Рудольфом Генриховичем Геннефельдом. 
В 1889 году компаньоны Э.Боссе и Р.Геннефельд недалеко от Юзовки приобрели участок земли у помещика и шахтовладельца Н. А. Рутченко у села Григорьевки Бахмутского уезда Екатеринославской губернии для строительства машиностроительного и чугунолитейного завода. В том же году ими была приобретена и фабрика обёрточной бумаги в селе Петро-Марьевка на реке Лугань Бахмутского уезда Екатеринославской губернии (ныне г. Первомайск Луганской области Украина) для переоборудования в механический завод.
На построенном в 1889 году машиностроительном и чугунолитейном заводе производились: паровые машины, углеподъёмные машины, паровые и ручные лебёдки, паровые котлы, паровые и ручные насосы и вентиляторы, паровые водоотливные машины, шкивы ременные и канатные до 4-х метров диаметром, клети, самоотцепляющиеся аппараты и остановочные снаряды, поворотные круги, вагонетки разных видов, буровые инструменты. Завод неуклонно развивался, строились цеха, устанавливалось новое оборудование, внедрялись новые технологии.
В 1896 году переведён из купеческого сословия в сословие потомственных почётных  граждан.

В 1902 году Э.Боссе и Р. Геннефельд поделили свою собственность: машиностроительный и чугунолитейный завод в поселке Юзовка отошёл к Боссе, а механический завод в селе Петро-Марьевке на реке Лугани (ныне Первомайский электромеханический завод имени К. Маркса) перешёл в собственность Р. Геннефельда. Есть основания считать, что Э.Боссе был одним из собственников «Донецкого Общества железоделательного и сталелитейного производств» в пос.Дружковка Бахмутского уезда Екатеринославской губернии (ныне ОАО Дружковский машиностроительный завод в городе Дружковка Донецкой области Украина).
В 1909 году отец привёл 15-летнего сына — будущего Первого секретаря ЦК КПСС и руководителя СССР Никиту Сергеевича Хрущёва на чугунолитейный и машиностроительный завод Э. Боссе к управляющему Р. П. Вагнеру устраивать на работу в качестве ученика слесаря.
После революции и Гражданской войны в 1920 году «Машиностроительный и чугунолитейный завод инженеров Э. Т. Боссе и Р. Г. Геннефельда» был национализирован. Эдуард Теодор Боссе с семьёй уехал с Украины в Прибалтику, хотя надеялся вернуться. Умер в Риге 27 июня 1927 года.

## Семья
В браке (Харьков, 08.04.1890) с Хедвиг фон Руктешелль (28.04.1866, Киев — 17.04.1936, Рига) детей не имел, однако усыновил новорожденного младенца, найденного в свёртке у ворот своего дома. Пауль Артур Альфред (Павел Эдуардович) Боссе получил инженерное образование, состоял в правлении завода, с 1908 г. помощник управляющего. До мая 1924 г. руководил заводом в Юзовке, затем эмигрировал в Германию.

## Признание
Имя Боссе в Донецке официально никак не увековечено. Боссе — так неофициально называется жилой район Машиностроительного завода в административном Ленинском районе г. Донецка. В 1935 году завод Боссе получил имя 15-летия Ленинского комсомола Донбасса, затем был переименован в честь Ленинского комсомола Украины.

## Примечание
1. ↑  Артур Гаральд Боссе (1861-1937, Сантьяго, Чили) — один из основателей в 1899 году завода по производству электроуглей для дуговых ламп, электрощёток и др. изделий (ныне ОАО "Кудиновский завод «Электроугли») в г. Электроугли Московской области и главный управляющий завода.
2. ↑  На Первомайском электромеханическом заводе считают, что Р. Геннефельд стал собственником завода раньше — в 1896 году.
3. ↑  Боссе. Дата обращения: 22 ноября 2011. Архивировано из оригинала 1 марта 2013 года.